# Scenanvisning
En scenanvisning återfinns i manus avsedda för teaterscenen. En scen i en pjäs består i huvudsak av en kort beskrivning av hur scenen ser ut och dialog. Mellan replikerna i dialogen finns scenanvisningar. Dessa kan till exempel ange om en person kommer in på scenen eller om en person ska ta eller flytta något. Scenanvisningarna i en pjäs är oftast väldigt sparsamma och tar bara upp det nödvändigaste och lämnar resten till regissör och skådespelare.
Man kan även tala om scenanvisningar i filmmanus men de får i viss mån en annan betydelse eftersom film och teater är två olika medier. I en scen på film behöver ingen dialog finnas, eller ens några personer. Scenanvisningarna används som beskrivning av allt som händer på filmduken.